# 電氣終端

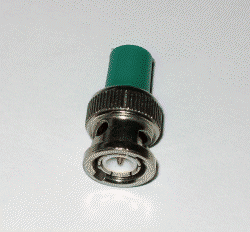
10BASE2網路線的終端器

電氣終端（英語：electrical termination），是使传输线的末端的負載與传输线特性阻抗相匹配，以避免信號在末端反射的措施。實現電氣終端的裝置是終端器（英語：terminator），有時也稱為端接器、终结器、终端负载或終端電阻。若传输线末端沒有終端設備，會讓訊號失真，在数字系統上會造成不明確的数字信号準位，並讓數位設備無法正常動作。在類比信號系統上會產生鬼影，或是影響無線電發射器傳輸線上的功率裕度。

## 傳輸線
信號終端是指在传输线的開始處及末端加上終端器，以避免射頻訊號到達末端後反射，造成干擾或是功率損失。終端器一般會放在传输线或菊花鏈拓撲总线的末端（像是SCSI），其阻抗會匹配線材的特性阻抗，讓信號反射和功率損失降到最小。
射頻電流會在線纜的不連續處（例如连接器及接頭處）反射，並且反射到信號的發射端，造成第一反射訊號（primary reflection）。多次反射訊號（Secondary reflection）一般會出現在線纜的頭部，會反射舊的訊號，使干擾持續存在。這些反射會讓訊號無法完整的傳送到目的方。
傳輸線需要配合阻抗匹配，才能在最小反射以及最小能量損失的條件下載送無線電訊號。大部份傳輸線的特性是有均勻一致的截面積，因此傳輸線會有隨線纜種類而不同的特性阻抗。信號終端器設計放在線纜的兩頭，符合線纜的特性阻抗。許多系統中的終端器是阻值配合傳輸線特性阻抗的電阻器，也有些會對應傳輸線上的頻率，有少量的雜散電感及電容。例如特性阻抗75歐姆的影像用同軸電纜線就會用75歐姆的電阻作為其終端電阻。
傳輸線線纜的種類有平衡線（balanced line），例如梯型线（ladder line），以及双绞线（CAT-6網路線、並列式SCSI、ADSL、电话線、XLR影音線、USB、Firewire、RS-485等）; 也包括非平衡線，例如同轴电缆（廣播天線、有线电视、10BASE5）。

## 電氣終端及信號終端的種類

### 被動式
被動式的電氣終端多半會是電阻器，不過若是電感性較強的負載，可能要配合電容器、電感器或是變壓器等元件。

### 主動式
主動式的電氣終端會含有稳压器，使電阻器兩端的電壓維持一定值。

#### 強制完全端接

強制完全端接

強制完全端接 (Forced perfect termination)（FPT）可以用在單端網路，利用二極體來去除信號過高或是過低的情形。信號會維持在二個主動穩壓的電壓信號中，會比標準的主動式終端效果要好

## 不同種類的信號終端

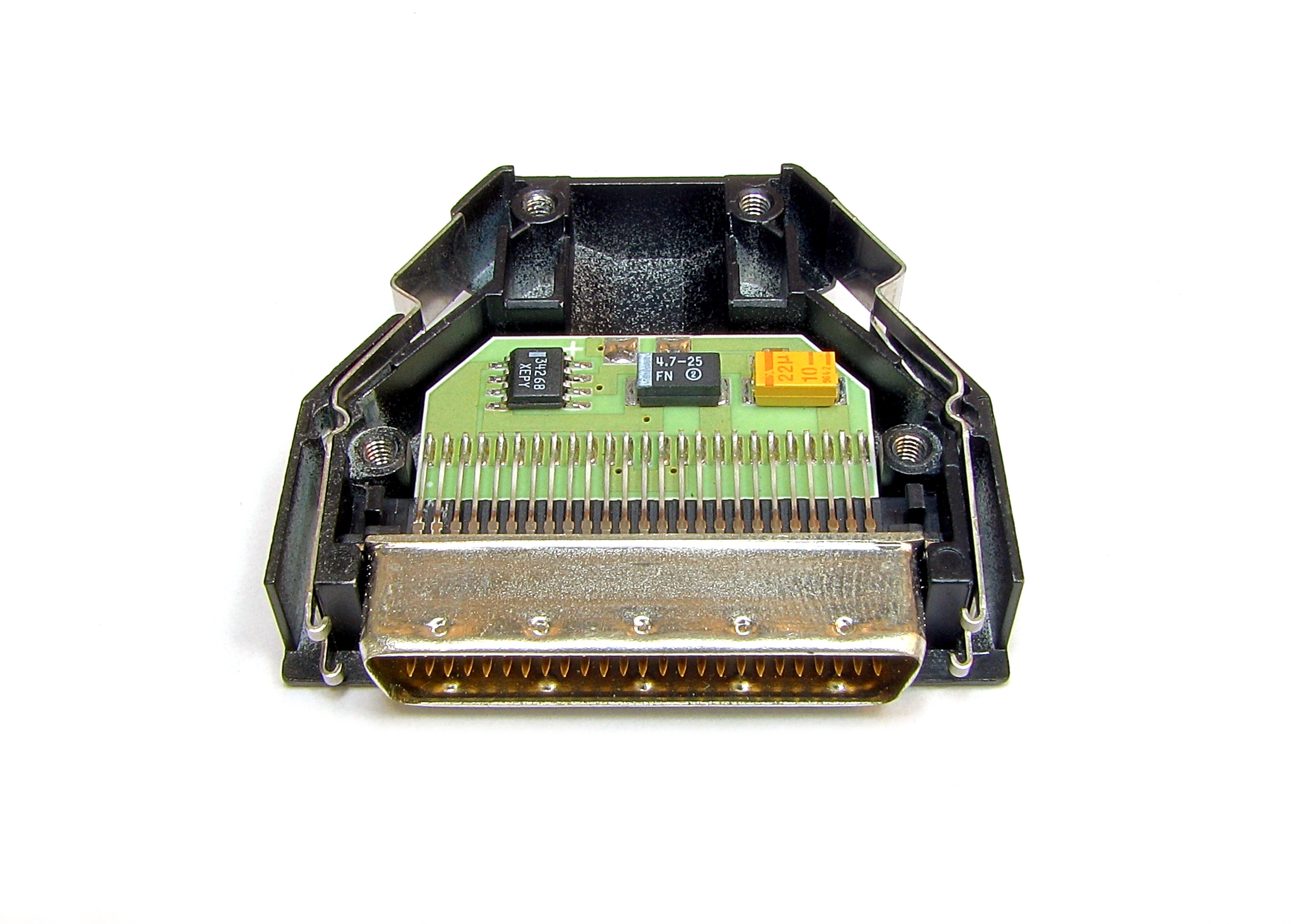
SCSI終端器

### SCSI
所有並列式的SCSI設備都會有終端器，SCSI主要用在儲存及備份上。主動式終端（active terminator）是單端的SCSI終端器，其中有內建穩壓器，補償終端器電源的變化。

### 控制器區域網路
控制器區域網路（CAN）的終端器是120歐姆的電阻。

### 假負載
在HF或EHF頻段的電路中，常會加入假負載。

### 同軸乙太網的50歐姆終端電阻
同轴10BASE2網路一定需要50歐姆的BNC終端器。如果網路沒有適當的終端電阻，反射的能量會太大，讓網路上所有的電腦都無法存取網路。

### 天線網路的75歐姆終端電阻
電視同轴电缆的終端電阻多半是帽型的，有螺紋可以固定到F型连接头內。有時也會用天線線纜來進行網際網路的連接，不過RG-6不能用來代替10BASE2（應該要用RG-58），因為兩者阻抗不匹配，可能會讓基帶訊號有位上的問題。

### Unibus

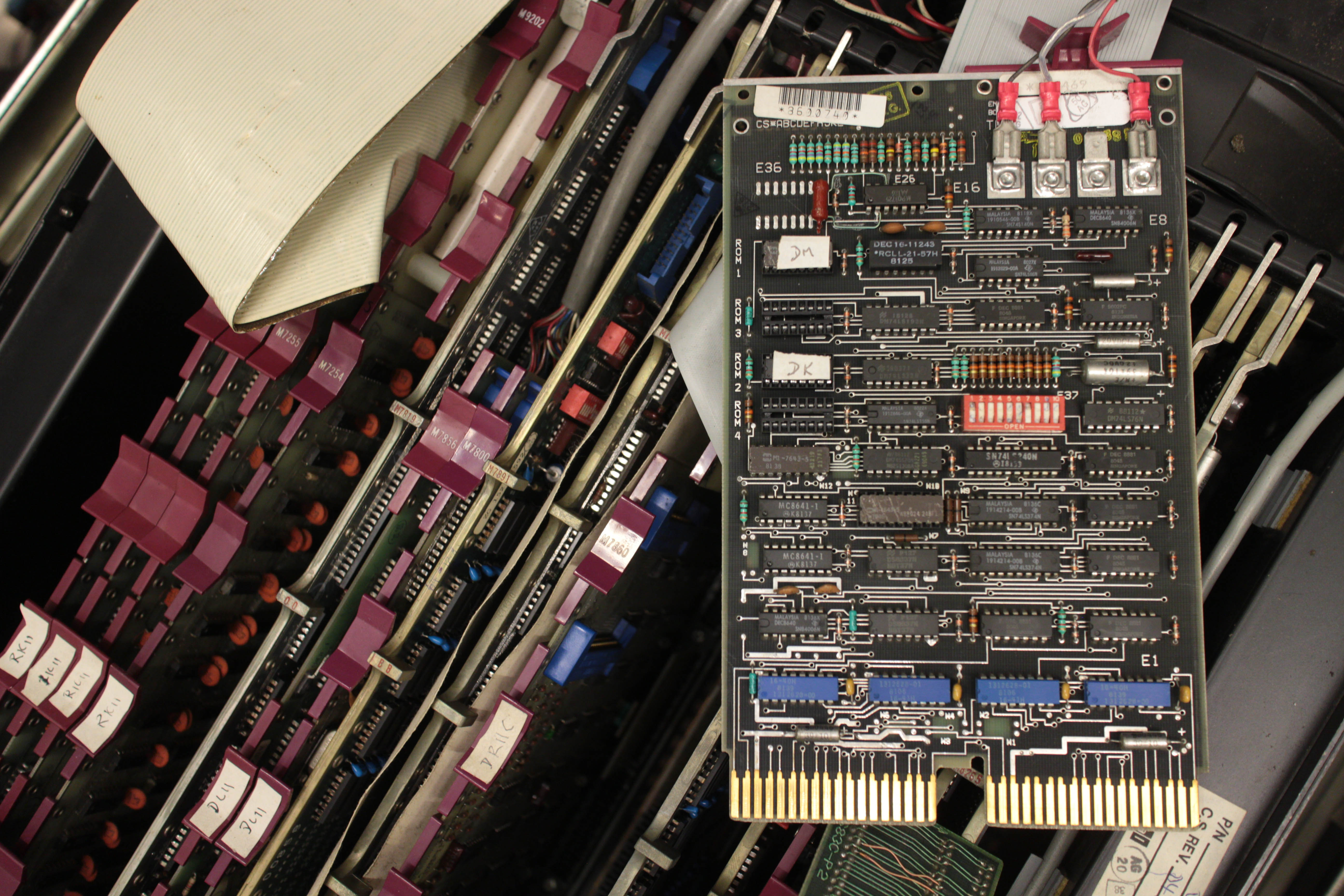
PDP-11上的Unibus終端/ Bootstrap卡

迪吉多迷你電腦Unibus系統需使用終端卡，多點的位置及資料線需用178 Ω的終端卡，單線的信號線則用383 Ω的終端卡。

### MIL-STD-1553
MIL-STD-1553網路會用78.7歐姆 1%，二瓦的電阻作終端電阻。終端電阻會在網路的兩端，串在正信號及負信號之間，可能是網路內部的終端電阻，也可能是外加的接頭式終端電阻。
MIL-STD-1553B需在兩端加終端電阻，讓造成信號扭曲，中斷通訊的信號反射問題降到最低。
有時，在車輛應用中會選用高阻抗的終端電阻（1000至3000歐姆），模擬一個不明設備的負載。
接頭式終端電阻有具有安全鏈的，也有不具有安全鏈的。